# Nièvre (Fluss)
Die Nièvre ist ein Fluss in Frankreich, der im Département Nièvre, dem sie auch ihren Namen gegeben hat, in der Region Bourgogne-Franche-Comté verläuft. Sie entspringt bei Bourras-la-Grange im Gemeindegebiet von Champlemy, entwässert generell Richtung Süd bis Südwest und mündet nach rund 50 Kilometern in Nevers als rechter Nebenfluss in die Loire. Der Mündungsabschnitt im Stadtgebiet verläuft unterirdisch, der Großteil der Wasserführung wird jedoch bereits bei Coulanges-lès-Nevers in einen Kanal abgeleitet, der Nevers im Osten umgeht und etwa 500 Meter oberhalb der ursprünglichen Mündung die Loire erreicht.

## Orte am Fluss
- Bourras-la-Grange, Gemeinde Champlemy
- Chaume, Gemeinde Champlemy
- Dompierre-sur-Nièvre
- La Celle-sur-Nièvre
- Saint-Aubin-les-Forges
- Guérigny
- Urzy
- Coulanges-lès-Nevers
- Nevers